# 5·4 광장역
5·4 광장역(중국어 간체자: 五四广场站 우쓰광창잔[*], 한자음: 오사광장참)은 중국 칭다오시 스난구에 위치한 지하철역으로, 칭다오 지하철 2호선, 3호선, 8호선의 환승역이다.

## 연혁
- 2009년 11월 30일 : 칭다오 지하철 1차 공사가 본격적으로 시작되면서 지하철역사 건설이 시작되었다.
- 2016년 12월 18일 : 칭다오 지하철 3호선 전구간이 개통되고 5·4 광장역이 정식으로 개장되었다.

## 역 구조
지하철 2호선과 3호선은 샹강중로를 따라 동서 방향으로 평행하게, 8호선은 산둥로를 따라 남북 방향으로 평행하게 배치되어있다.
전체 역 구조는 5주(柱) 6과(跨) 2층 프레임 구조로 지하 3층역(2, 3호선 평면환승, 8호선 수직통로환승)이다. 역 전체 치수는 총 길이 277.6 m, 폭 44.8 m, 대합실은 폭 34 m, 길이 103 m, 면적 3502 m², 승강장은 폭 14 m, 유효길이 120 m, 면적 1680 m²이다.
역 본체는 개착공법으로 시공되어 있으며, 출구 7개, 풍정 3개, 소방 출입구 2개가 설치되어 있으며, 각각 주변의 샹강중로 남북과 산둥로 남북 양쪽에 위치하고 있다.

대합실

2,3호선 승강장

## 출구
- ：샹강중로북측，산둥로 서측
- ：산둥로서측，샹강중로 북측
- ：산둥로 동측，샹강중로 북측
- ：산둥로 동측，샹강중로 북측
- ：샹강중로 남측，산둥로 동측
- ：산둥로 서측，샹강중로 남측
- ：샹강중로 남측，산둥로 서측
  - 아이콘 설명: 계단 |  상승 에스컬레이터 |  하강 에스컬레이터 |  휠체어 리프트 |  엘리베이터 |  지상 응급버스 연결구 |  비상구

- 5·4 광장역 A1출구
- 5·4 광장역 B1출구
- 5·4 광장역 B2출구
- 5·4 광장역 C출구
- 5·4 광장역 D출구
- 5·4 광장역 E출구

## 인접역
| 칭다오 지하철          | 칭다오 지하철       | 칭다오 지하철           |
| ---------------------- | ------------------- | ----------------------- |
| 즈촨루 류화포 방면     | 칭다오 지하철 2호선 | 푸산쒀 스보위안 방면    |
| 옌안싼루 칭다오역 방면 | 칭다오 지하철 3호선 | 장시루 칭다오 북역 방면 |

## 공공 미술
이 역은 원형 기둥에 많은 특징을 살려 예술 작품을 제작했으며 5·4 운동 당시 칭다오의 장면과 인물, 건물 등을 형상화한 부조화 처리로 역사를 재현했으며, 언어예술은 차분하면서도 절제되어 5·4애국정신에 대한 찬양과 기념을 표현하고 있다.

## 역 주변
5·4 광장역은 칭다오 해빈풍경구(海滨风景区)에 인접해 있으며, 황해 푸산만에서 최단 직선거리로 560m 떨어져 있다. 동북쪽은 칭다오시 시청, 남동쪽은 5·4 광장(五四广场)으로 바다 건너 칭다오 올림픽 요트센터와 마주보고 있다.남서쪽 약 450m 지점은 칭다오 세계무역센터이다.

## 환승
5·4 광장역은 자체 궤도교통 외에, 시내버스와 택시와 근거리 환승이 가능하다.
주변 버스 정류장에 정차하는 버스 노선은 아래와 같다.
- 25, 26, 31, 104, 223, 224, 225, 228, 231, 232, 304, 311, 312, 314, 318, 321, 374, 501, 502, 601, 605로 등.